# Susan Pinker

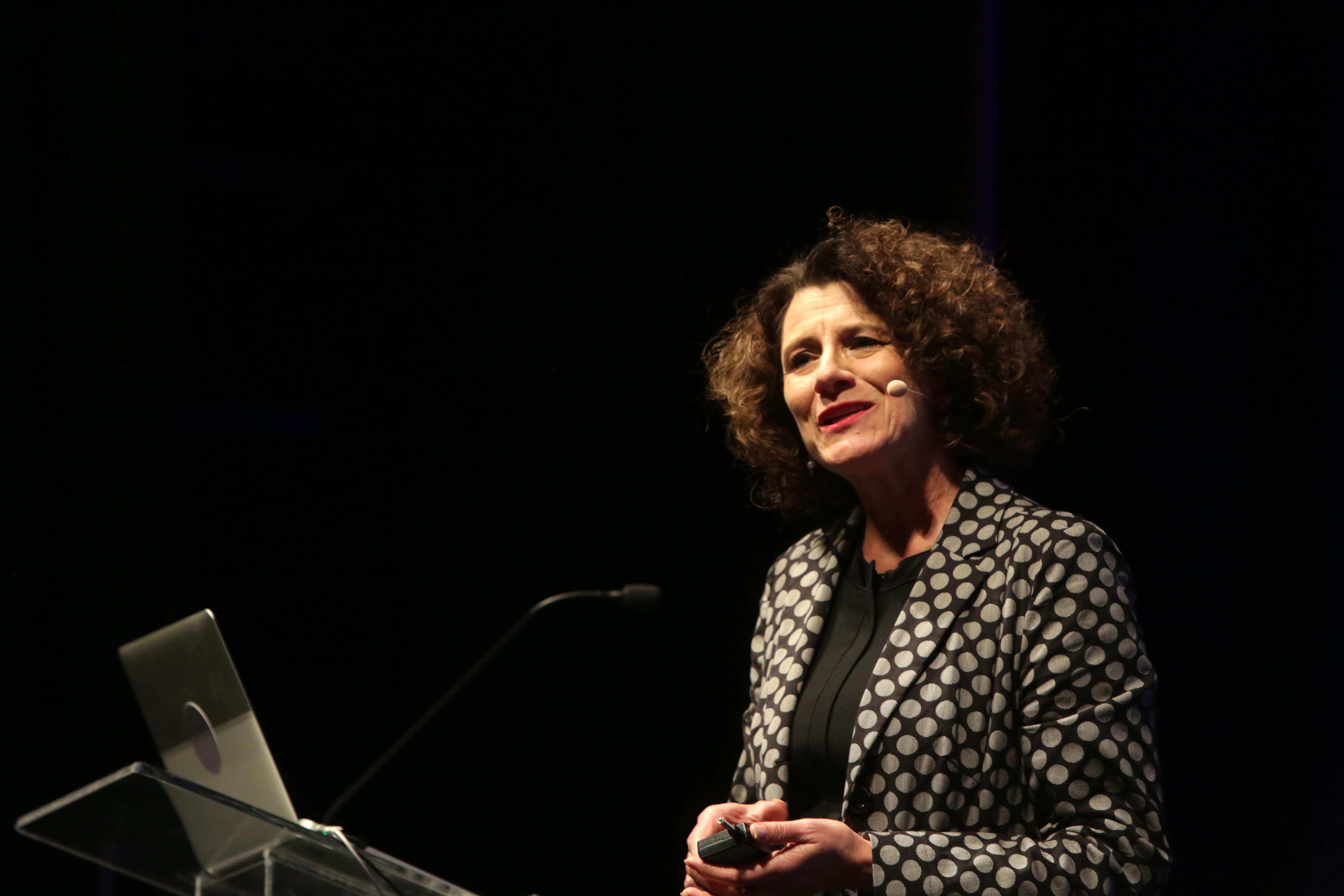
Susan Pinker

Susan Pinker (* 1957 in Montréal) ist eine kanadische Psychologin, Journalistin und Kolumnistin.

## Leben
Susan Pinker wurde als Kind von Roslyn und Harry Pinker geboren. Ihr Bruder ist der Evolutionspsychologe Steven Pinker.
Sie studierte an der McGill University und der University of Waterloo.
Als Psychologin arbeitet Pinker mit verhaltensauffälligen Kindern. Im Fach Erziehungspsychologie hat sie als Dozentin an der McGill-Universität in Montreal gewirkt. Sie schreibt als Journalistin über sozialwissenschaftliche Themen. Ein besonderes Interesse hat Pinker an der Frage, wie sich die Unterschiede zwischen den Geschlechtern im Lauf eines Lebens entwickeln und in verschiedenen Lebensphasen verändern.
Pinker lebt mit ihrem Mann und drei Kindern in Montreal.

## Das Geschlechterparadox
In ihrem Buch The Sexual Paradox weist Pinker – auf aktuelle Studien gestützt – gängige Behauptungen des Feminismus zurück. Nicht die Männer tragen Schuld für die Stellung der Frau in der Berufswelt, sondern Frauen wollen in ihrer großen Mehrheit gar nicht bis in die Chefetagen vordringen, so Pinker. Und die meisten Frauen interessierten sich nun einmal nicht für Technik und strebten stattdessen an, weiterhin in klassischen Frauenberufen zu arbeiten: Erziehung, Kommunikation, helfende Tätigkeiten.
Zwei Erklärungen stehen dabei im Vordergrund: Das männliche Geschlechtshormon Testosteron bewirkt bei Jungen und Männern, dass sie Freude an Wetteifer und Konkurrenz empfinden. Da sie einen natürlichen Drang hätten, sich ständig beweisen zu müssen, lernen sie, auch ihre Schwächen zu nutzen und in Stärken zu wandeln.
Bei Frauen hingegen sei das Hirn auf Einfühlung und Harmonie gepolt. Sie scheuen daher Konkurrenz und anstrengende Karrieren. Pinker kommt zu dem Schluss, dass Frauen und Männer auf Grundlage ihrer biologischen Verfasstheit wesentlich unterschiedlich sind. Frauen wollen nicht das Gleiche wie Männer, weder im Beruf noch im Leben. Pinker erklärt es für vergeudete Mühe, Frauen anzutreiben, es Männern gleichzutun, und Gleichberechtigung anhand der Anzahl weiblicher Führungspersonen messen zu wollen. Daran anschließend fordert Pinker, die geschlechtsspezifischen Unterschiede endlich zu akzeptieren.
„Viele von uns sind sich noch immer nicht bewusst, dass in unseren Köpfen der Mann als Standard verankert ist“, sagt Pinker. „Wir betrachten Frauen als Variante des Basismodells mit ein paar Zusatzeigenschaften. Aber im Grunde erwarten wir, dass es zwischen den beiden Geschlechtern keine grundlegenden Unterschiede gibt. Dabei macht die Wissenschaft zusehends die Vorstellung zunichte, dass männlich und weiblich auswechselbar, symmetrisch oder gar dasselbe seien.“
Beim internationalen Vergleich stellte Pinker fest, dass die Divergenz zwischen weiblicher und männlicher Berufswahl umso größer ist, je größer der Wohlstand eines Landes ist. Physikerinnen und Ingenieurinnen erwartet nach dem Studienabschluss ein Lohn, der im Durchschnitt 30 bis 50 Prozent über dem Anfangssalär für Absolventen anderer Fachrichtungen liegt. Dennoch studieren in reicheren Ländern nur knapp 5 % der Frauen Physik, wie für 2005 belegt ist, während in ärmeren Ländern der Anteil der Physikstudentinnen bei über 30 % liegt.
Etwa 60 % der berufstätigen Frauen, konstatiert Susan Pinker, lehnen Beförderungen ab oder nehmen einen schlechter bezahlten Job an, um ausgefüllter leben zu können.

## Konsequenzen
Susan Pinker bezeichnet sich als Feministin. In den 70er Jahren war sie eine radikale Gleichheitsfeministin, also überzeugt, dass lediglich biologische-körperliche, aber keine psychologisch-ethologischen Unterschiede zwischen den Geschlechtern bestünden, und dass die zwischen den Geschlechtern existierenden Unterschiede hauptsächlich durch gesellschaftliche Machtstrukturen und Sozialisation der Menschen begründet seien. Von dieser Position ist sie nach mehreren Jahren Forschung abgerückt.
Gleichzeitig will sie aber an der Gleichstellung der Geschlechter festhalten. Ihrer Überzeugung nach ist die Erkenntnis, dass Geschlechterunterschiede bestehen, förderlich und nicht hinderlich. Mehrere Feministinnen, die von der Gleichheit der Geschlechter überzeugt sind, schließen, dass Berufe, die von Männern ausgeübt werden, genauso gut auch von Frauen ausgeübt werden können. Um einen deutlichen Männerüberschuss in einigen Berufen auszugleichen, fordern sie Quotenregelungen, bessere Vereinbarkeit von Kindern und Beruf, Elternzeit auch für Väter, Werbekampagnen, bei denen Schülerinnen an männerdominierte Berufe herangeführt werden. Pinker meint, dass diese Versuche aufgrund der biologischen Unterschiede zwischen den Geschlechtern scheitern werden oder nur geringen Erfolg haben.
Des Weiteren behauptet Pinker, dass ein höherer Frauenanteil in Chefetagen (Vorständen, Aufsichtsräten etc.) auf lange Sicht für die Unternehmen profitabler sein könnte. Statistiken zeigen, dass ein erhöhter Frauenanteil auf Führungsebene den Umsatz eines Unternehmens erhöht. Pinker vermutet, dass Frauen vermittelnd Konflikte lösen und die Kommunikation im Betrieb verbessern.

## Werke
- The Sexual Paradox. Extreme Men, Gifted Women and the Real Gender Gap.
  - Frz. Übers.: Le sexe fort n’est pas celui qu’on croit. Éd. Transcontinental
  - Das Geschlechter-Paradox. Über begabte Mädchen, schwierige Jungs und den wahren Unterschied zwischen Männern und Frauen. Deutsche Verlags-Anstalt, München 2008, ISBN 978-3-421-04361-0 (englisch: The Sexual Paradox. Extreme Men, Gifted Women and the Real Gender Gap. New York 2008. Übersetzt von Maren Klostermann, eingeschränkte Vorschau in der Google-Buchsuche).